# Griechenbeisl

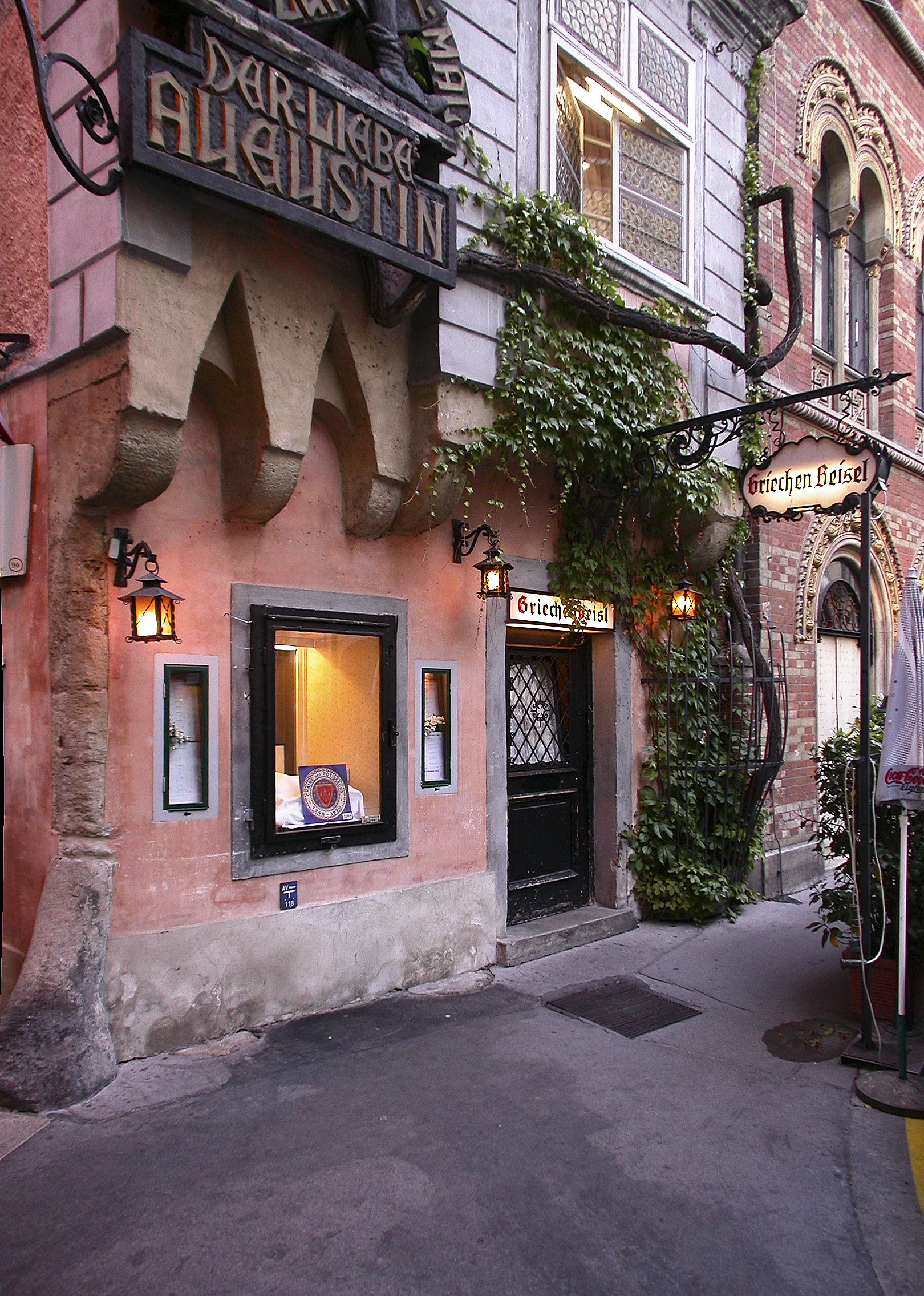
Das Griechenbeisl

Das Griechenbeisl ist eine der ältesten Gaststätten Wiens. Es befindet sich am Fleischmarkt 11 neben der Griechenkirche zur Heiligen Dreifaltigkeit.

## Geschichte

### Geschichte der Gastwirtschaft
Das Griechenbeisl leitet seinen Namen von den Kaufleuten der Levante her, die in der Umgebung des Gebäudes lebten und die intensiven Handelsbeziehung zwischen Wien und dem Orient seit der Babenbergerzeit belegen.
Die erste urkundliche Nennung des Griechenbeisls stammt aus dem Jahr 1447. Gegen 1500 wurde das heutige Griechenbeisl „Gasthaus Zum gelben Adler“ (1636) genannt. Später scheint das Gebäude als „Gasthaus Rotes Dachl“ auf. Dieser Hausname soll mit einem aus der Zeit um 1200 stammenden Turm der ehemaligen Stadtbefestigung in Zusammenhang stehen, der möglicherweise schon im 14. Jahrhundert in den spätgotischen Bau im Wohnturm einbezogen wurde. Auch schien das heutige Griechenbeisl mit dem Namen „Zum Goldenen Engel“ (1762) oder „Reichenberger Beisl“ auf. Als sich um die Mitte des 17. Jahrhunderts am Fleischmarkt griechische und levantinische Kaufleute ansiedelten, wurde das von ihnen bewohnte Gebiet als Griechenviertel bezeichnet. Dadurch erhielt das Gasthaus seinen heutigen Namen Griechenbeisl. Serviert wird dort allerdings schon immer Wiener Küche.
Historisch wichtig ist das Jahr 1852, als der damalige Wirt, Leopold Schmied, sich entschied, das völlig neue Pilsner Urquell aus Pilsen in Böhmen nach Wien zu bringen und hier erstmals auszuschenken. Bis heute ist das Griechenbeisl Stammhaus des Pilsner Urquell in Wien. In früherer Zeit wurde allerdings nicht der heutige Eingang am Fleischmarkt als Haupteingang, sondern der Seiteneingang in der Griechengasse benutzt. Die straßenseitigen Räume zum Fleischmarkt waren als Geschäftslokal in Gebrauch. Nach hinten zur Griechengasse auf dem Platz mit Kopfsteinpflaster gab es immer einen Gastgarten.
Im 17. Jahrhundert hat hier angeblich regelmäßig der Bänkelsänger, Sackpfeifer und Stegreifdichter Marx Augustin („Der liebe Augustin“) musiziert. 1679 soll er nach ausgiebiger Zecherei auf der Gasse liegend gefunden und für tot gehalten in eine Pestgrube bei der Kirche St. Ulrich geworfen worden sein. Als er wieder ein Lebenszeichen von sich gab, holte man ihn heraus und er setzte sein Leben fort. An ihn erinnert eine beim Lokaleingang unter dem Fußabstreifer sitzende Augustin-Figur, der man Geld in den Hut werfen kann.
Bei Umbauarbeiten im Jahr 1963 wurden drei Steinkugeln entdeckt, die der Volksmund auf die Erste Wiener Türkenbelagerung (1529) zurückführte. Sie sind aber wohl eher auf die Beschießung der Stadt zur Zeit der Zweiten Wiener Türkenbelagerung (1683) zurückzuführen. Sie wurden rechts des Aufgangs zu den Augustin-Stuben eingemauert und sind auch heute noch für Gäste sichtbar.
Ebenso wie das Gebäude ist auch die Gastwirtschaft über die Jahrhunderte gewachsen. Insgesamt verfügt das Restaurant über acht Gasträume, jeder davon aus einer anderen Zeit und in anderem Stil gehalten.
Erdgeschoß:
- „Zitherstüberl“: zum Fleischmarkt gelegen und ältester Teil des Betriebs.
- „Mark Twain Zimmer“: ein unter Denkmalschutz stehender Raum, in dem sich viele berühmte Gäste mit ihrer Unterschrift verewigt haben.
- „Rundes Zimmer“: mit einem großen, alten, runden Tisch, der Stammtisch der Wiener Prominenz war.
- „Musikzimmer“: zum Hafnersteig im unteren Teil des Gebäudes gelegen und mit kunstvollen Fensterscheiben versehen.
- „Carlsbader Zimmer“: großer, hoher Gastraum mit Souvenirs aus Karlsbad.

Der erste Stock wird „Augustin Stuben“ genannt, die aus dem „Kerzenstüberl“, „Biedermeierzimmer“ und „Jagdzimmer“ besteht und ursprünglich eine Wohnung war, die dann für den Restaurantbetrieb adaptiert wurde. Das Ambiente einer historischen Bürgerwohnung blieb aber erhalten.
Beachtenswert sind die mittelalterlichen Prellsteine und Schwibbögen außerhalb des Gebäudes und die pittoresken Pawlatschengänge innerhalb des Hofes.

### Geschichte des Gebäudes
Das heute denkmalgeschützte Gebäude an der Ecke Fleischmarkt und Griechengasse wurde erstmals urkundlich 1350 erfasst, als Besitz eines vermögenden „ritterlichen Bürgers“, der mehrere Liegenschaften in Wien zu seinem Besitze zählen konnte. 1385 wurde das Gebäude gemeinsam mit angrenzenden Liegenschaften an das Kloster Lilienfeld verkauft. Zum damaligen Zeitpunkt hatten die angrenzenden Straßenzüge und Plätze noch andere Namen („Krongasse“, „Zur Bürgermusterung“, „Oberer Hafnersteig“ oder „auf dem Steig“).
Nicht mit Sicherheit geklärt ist, welche Funktion der im Hof gelegene Turm hat. Der untere Teil könnte als Warenlager gedient haben, der obere Teil zu Wohnzwecken. Teil der mittelalterlichen Stadtbefestigung, die nahe dem Gebäude verlief dürfte der Turm aber nicht gewesen sein. Von außen und innen betrachtet ist erkennbar, dass das Gebäude unterschiedliche Niveaus innerhalb der Stockwerke aufweist. Der Grund hierfür liegt darin, dass das Gebäude nicht auf einmal gebaut wurde, sondern über die Jahrhunderte „gewachsen“ ist.
Im Gebäude selbst führt eine schmale Wendeltreppe zu den oberen Stockwerken, wo heute einige Gasträume des Restaurants („Kerzenstüberl“, „Biedermeierzimmer“, „Jagdzimmer“) gelegen sind.
Auch die Keller des Gebäudes, heute als Weinkeller dienend, wurden nicht auf einmal gebaut, sondern in mehreren Etappen. Der älteste Bereich, in dem zum heutigen Schwedenplatz gelegenen Gebäudeteil, reicht bis ins 13. Jahrhundert und noch länger zurück. „Ein Mauerrest, gebildet aus großen behauenen Quadern, dürfte sogar schon zu Zeiten der Römer errichtet worden sein.“
Der Keller des Gebäudes war Teil eines Kellergewölbegeflechtes, das große Teile der Wiener Innenstadt miteinander verbindet. Zuletzt im Zweiten Weltkrieg wurden diese Gänge benutzt, um ungefährdet größere Distanzen überbrücken zu können. Der Zugang im Keller zum benachbarten Gebäude ist heute allerdings zugemauert.

## Prominente Gäste
Durch Jahrhunderte war das Griechenbeisl Treffpunkt vieler Künstler, Gelehrter und Politiker, wie etwa: Marx Augustin und andere berühmte Gäste, wie Wolfgang Amadeus Mozart, Ludwig van Beethoven, Franz Schubert, Richard Wagner, Johann Strauss, Richard Strauss, Johannes Brahms, Ferdinand Georg Waldmüller, Mark Twain, Franz Grillparzer, Johann Nestroy, Moritz von Schwind, Fjodor Iwanowitsch Schaljapin, Karl Lueger, Ferdinand Graf von Zeppelin, Albin Egger-Lienz, Oskar Kokoschka, Rainer Maria Rilke, Luciano Pavarotti, Johnny Cash, Barry Manilow, Engelbert Humperdinck, Phil Collins, Gunther Philipp, Mario Adorf, Karlheinz Böhm, Egon Schiele, Gottfried Helnwein, Riccardo Muti, Friedrich Wilhelm Graf von Bismarck, Serge Jaroff, Johnny Weissmüller, Sven Hedin, Harald Serafin, Franz von Suppè, Hans Philipp August Albers, Váša Příhoda  verewigten sich mit Autogrammen im Mark Twain Zimmer. Auch Mark Twain wurde Stammgast im Griechenbeisl während der Zeit, die er in Wien verbracht hat.